# TNTtest

Logo de TNTtest (France)

TNTtest est un projet de système d'information radioélectrique qui permet de tester, en tout point de la France métropolitaine, les conditions de réception de la télévision analogique et numérique (TNT comme télévision numérique terrestre). L'internaute est invité à rentrer son adresse postale dans un champ de recherche, et le moteur TNTtest évalue en temps réel la couverture TV au point précis correspondant.

## Principe
TNTtest est un outil novateur en ce sens que les tests de couverture TV s'appuient sur un processus de calcul temps réel en propagation radioélectrique, accessible directement en ligne avec une interface graphique. Les estimations effectuées tiennent compte des caractéristiques des émetteurs, des antennes d'émission et du relief. Pour chaque test de couverture radioélectrique demandée, la liste des émetteurs de télévision français et étrangers recevables apparait. Chaque émetteur est gratifié d'une évaluation de niveau de réception et de l'azimut vers lequel l'antenne de réception TV doit être orientée. Pour chaque test effectué, les dates d'extinction des émetteurs de télévision analogiques et les dates d'allumage des émetteurs de télévision TNT apparaissent. TNTtest s'appuie sur les bases de données d'émetteurs livrées par les opérateurs de diffusion, le Conseil supérieur de l'audiovisuel et des autorités étrangères. Côté graphique et base de données géographique, TNTtest s'appuie sur l'Api Google Maps.

## Contexte
D'intérêt général, le projet en ligne TNTtest répond principalement à la question d'actualité que se pose monsieur toutlemonde : suis-je couvert par la télévision numérique terrestre (TNT) ? Le serais-je un jour ? Quand serais-je couvert ? TNTtest permet également aux antennistes de retrouver leurs marques dans un paysage radioélectrique en pleine mutation.
La mise en ligne le 18 juin 2009 du projet TNTtest intervient à l'aube de la campagne nationale « Tous Au Numérique ». Le groupement d'intérêt public France Télé Numérique, est responsable de l'opération et du site web www.tousaunumerique.fr. France Télé Numérique est l'organisme de référence chargé d'accompagner les téléspectateurs dans leur démarche visant à recevoir la télévision exclusivement en numérique, ce que l'on appelle la « Télé Tout Numérique ».

## Sources
Les sites web :  www.tnttest.org, www.tousaunumerique.fr